# میخو موسولیشویلی
میخائیل "میخو" موسولیشویلی (گرجی: მიხეილ "მიხო" მოსულიშვილი؛ زادهٔ ۱۰ دسامبر ۱۹۶۲) فیلم‌نامه‌نویس و نویسنده اهل کشور گرجستان است.